# Османіє (провінція)
Османіє (тур. Osmaniye) — провінція в Туреччині, розташована на півдні країни. Столиця — місто Османіє. Провінція заснована у 1996 році. 
Населення  452 880 (станом на 2007 рік) жителів. Провінція складається з 9 районів.